# Макаров, Михаил Варфоломеевич
Михаи́л Варфоломе́евич Мака́ров (1915, Тетюши, Казанская губерния, Российская империя — 1942, Берлин, Германия) — советский разведчик времён Второй мировой войны.

## Биография
Родился в бедной семье, рано лишился отца. Окончив семь классов в родном городе, перебрался в Москву, где поступил в Московский институт новых языков. Советский паспорт получил 14 декабря 1933 года в Москве. Став переводчиком, был направлен в Испанию, где освоил специальность стрелка и принимал участие в боевых вылетах. Окончил разведшколу.
16 октября 1936 года в Нью-Йорке получил уругвайский паспорт на имя Карлоса Аламо, родившегося 12 апреля 1913 года в Монтевидео. Женился на Александре Петровой, урождённой Шмиц или Шмидт, находясь в Брюсселе. Инженер по профессии, Макаров был лейтенантом Красной Армии; специализировался на изготовлении фальшивых документов.
В марте 1939 г. Макаров был отправлен в качестве радиста на помощь Леопольду Трепперу. Из СССР он попал в Стокгольм, оттуда через Копенгаген в Париж. После вербовки Райхмана Макарова освободили от необходимости изготавливать поддельные документы, и он занялся радиосвязью. Радиоделу его обучал Иоган Венцель. Прикрытие обеспечивал Треппер, назначивший его владельцем филиала Excellent Raincoat Company в Остенде. Ему было предписано установить в Остенде передатчик для связи. В Остенде Макаров жил с Каролиной Хоорикс, женой Гийома Хоорикса. В мае 1940 г., после бомбёжки Остенде, повредившей помещение фирмы, Макаров вернулся в Брюссель. Макарову удалось наладить связь с московским центром.
Летом 1941 г. помощником радиста в Брюсселе стал Данилов, подчинявшийся Макарову. Его передатчик находился в доме № 101 по улице Аттребат, где хозяйничали Рита Арну и София Познанская. Немцы арестовали Данилова во время сеанса связи в ночь с 12 на 13 декабря 1941 г., а на следующее утро схватили и Макарова. Согласно протоколам бельгийской полиции, Макаров был помещён в тюрьму Сен-Жиль, приговорён к смерти и казнён в берлинской тюрьме Плётцензее в 1942 году.
Племянник — известный советский композитор Макаров Валентин Алексеевич.

## Награды
- Орден Красного Знамени
- Орден Красной Звезды

### Киновоплощения
- Шакунов, Илья Юрьевич (телесериал «Красная капелла»)